# 知床第一ホテル
知床第一ホテル（しれとこだいいちホテル）は、北海道斜里郡斜里町のウトロ温泉にある企業・宿泊施設。

## 概要
1972年（昭和47年）6月に「国際観光ホテル整備法」に基づくホテルとして知床第一ホテルが開業。ロシア語で「海が見える」を意味する「マルスコイ」は、豊富なメニューを取り揃えたバイキングスタイルのレストランであり、北海道内のホテルで初めてバイキング（食べ放題）を採用した。
ホテル知床はウトロで最も歴史と客室数（271室）がある宿泊施設。2013年（平成25年）に知床第一ホテルの傘下となった。ホテル清さとは、かつて『北海道建築賞』を受賞したことがあり、閉館していたホテルポリーニャの施設を買収して温泉を掘削し、2007年（平成19年）にオープンしたオーベルジュ。

## 施設
客室
- 西館
  - 和室（4名定員 36m²）
  - 和室D1タイプ（6名定員 75m²）
  - 和室ツイン（2名定員 36m²）
  - 和洋室D2タイプ（8名定員 75m²）
  - 和洋室Cタイプ（4名定員 55m²）
  - 和洋室Eタイプ（5名定員 60m²）
  - 和洋室特別室913（6名定員 105m²）
  - 和洋室特別室1013（8名定員 105m²）

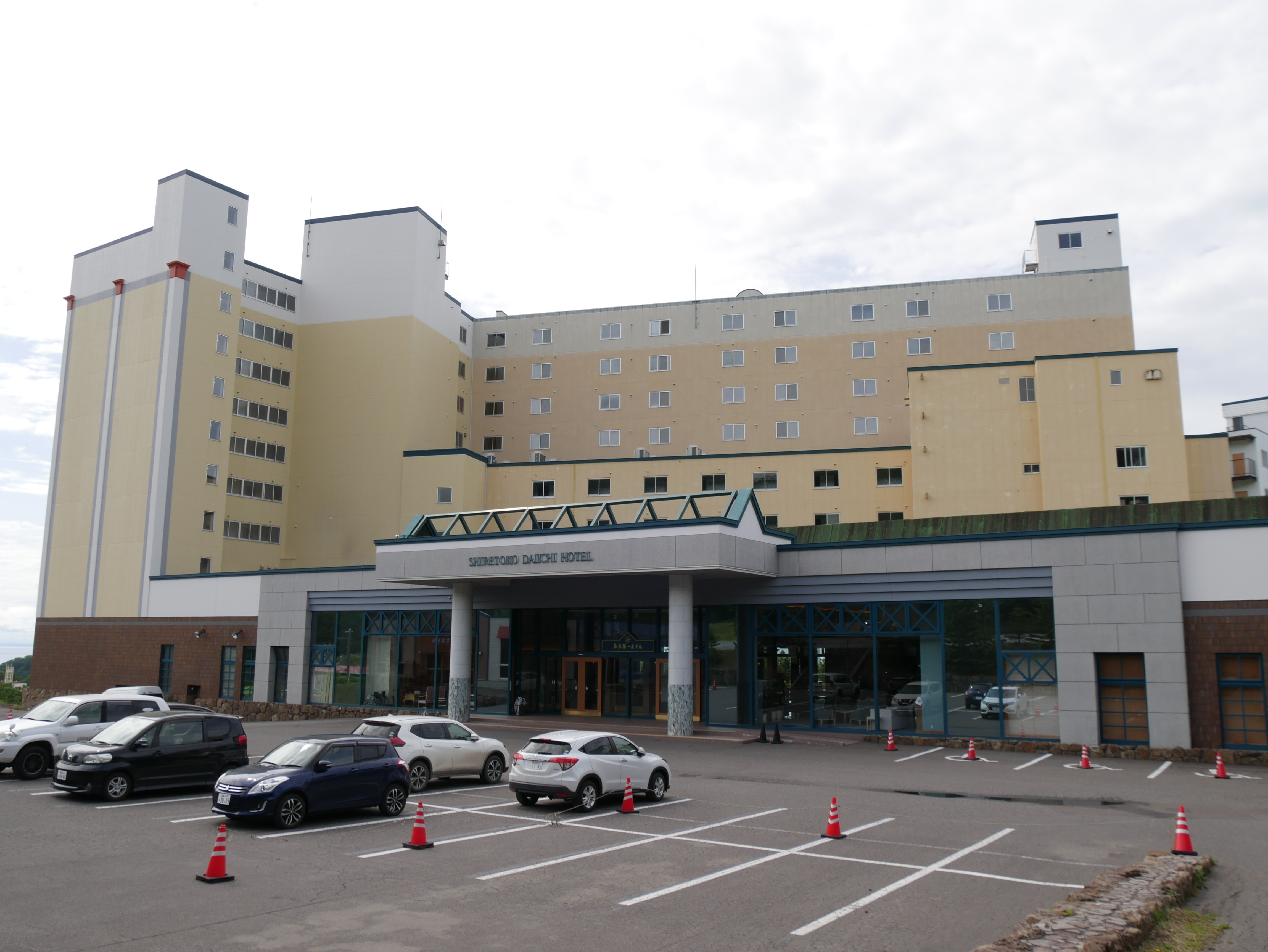
ホテル入口（2019年7月）
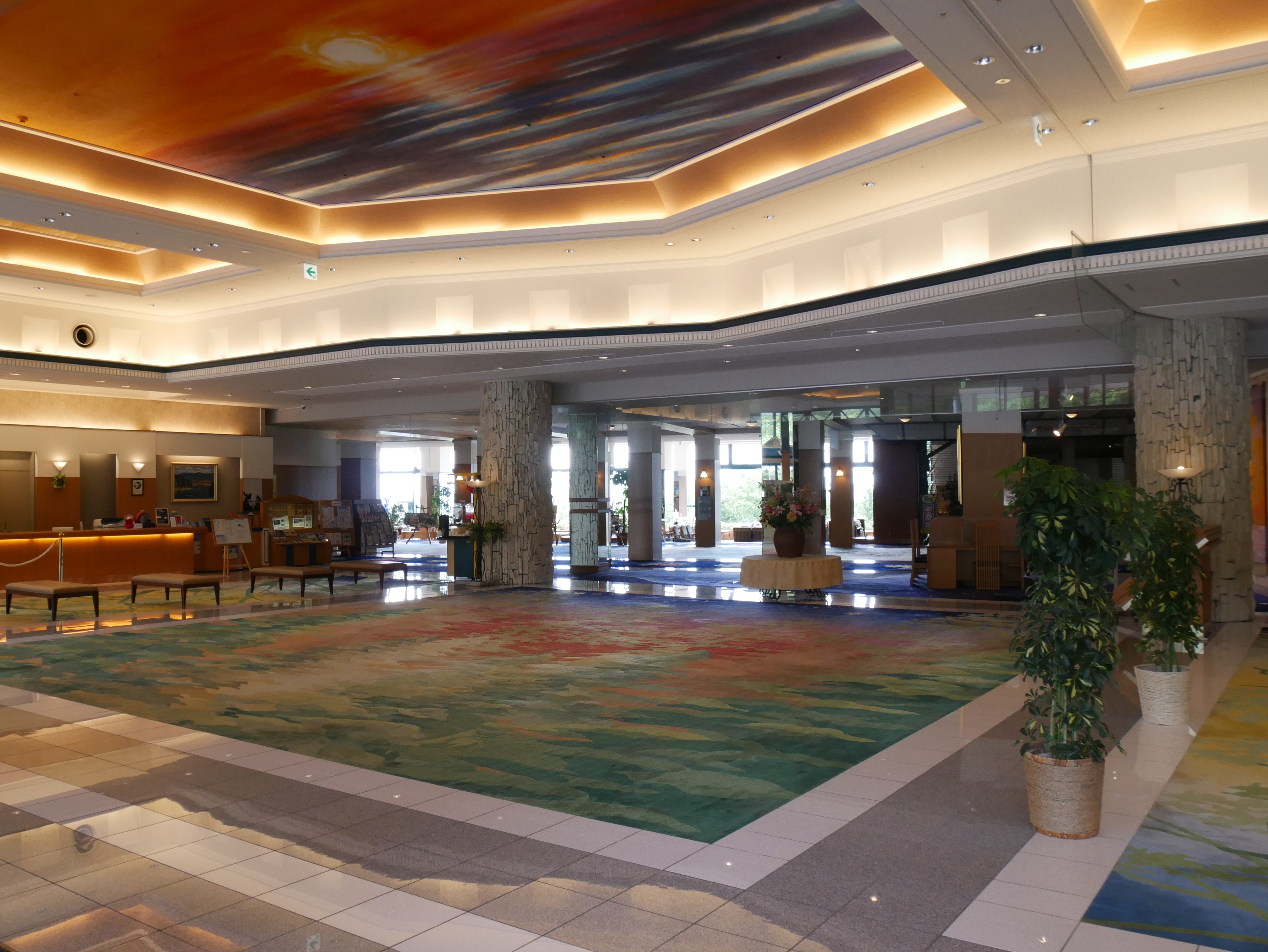
ロビー（2019年7月）

- 東館
  - 和室（4名定員 36m²）
  - 洋室ツイン（2名定員 36m²）
  - 和洋室（6名定員 55m²）
- 至然館（しぜん）
  - 和室（3名定員 32m²）
  - 和室ツイン（2名定員 36m²）
  - 和洋室（5名定員 52m²）
  - 和洋室角部屋（5名定員 65m²）
  - 洋室特別室（3名定員 84m²）
  - 和室特別室（8名定員 96m²）

温泉
- 大浴場
  - モーレ
  - ローシャ
- 家族風呂
  - カムイの湯
  - フレペの湯
- アクアランド「ソンテ」
  - 水着着用、保護者同伴

食事処・宴会場
- 味広場「マルスコイ」
- 氷海
  - 個室（完全予約制）
- らーめん亭
- 大宴会場
- 個室宴会場

会議室
- 第1会議室
- 第2会議室
- 第3会議室

その他
- ロビー・ラウンジ
- 喫茶「潮美」
- 売店「ジェレボ」
- ゲームプラザ
- スナック「エトピリカ」
- カラオケボックス「ボルガ」

- ホテル入口（2019年7月）
- ロビー（2019年7月）

## アクセス

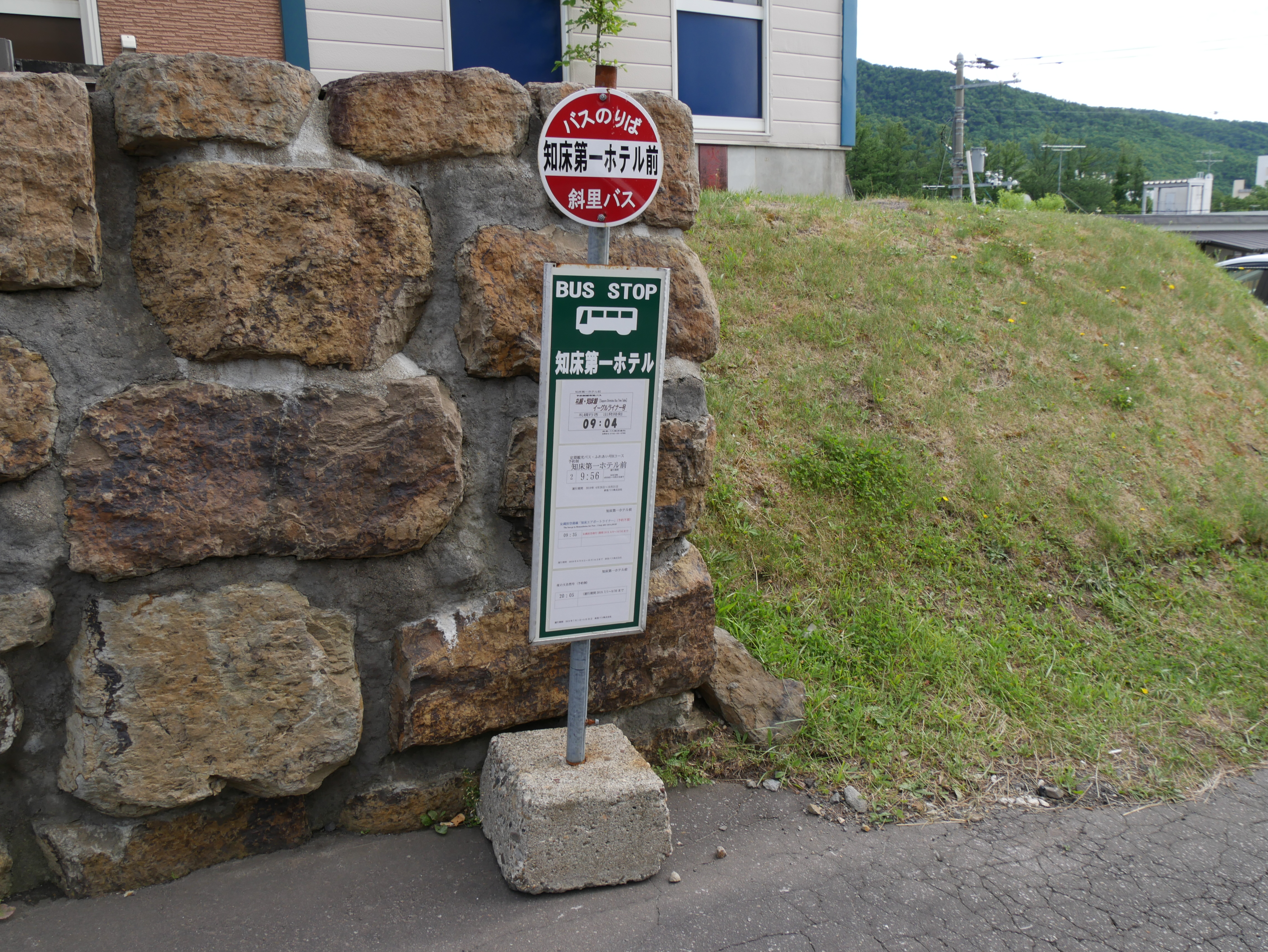
ホテル前のバス停留所

ホテル入口までバス路線が引き込まれている。停留所名は「知床第一ホテル前」「知床第一ホテル」。
- 女満別空港から約100 km：路線バスの知床エアポートライナーが設定されている。
- 帯広から約247 km
- 旭川から約280 km
- 札幌から約410 km：高速バスのイーグルライナーが設定されている。

## 知床第一ホテルグループ
- ホテル知床[8] - 北海道斜里郡斜里町ウトロ香川37番地
- ホテル清さと[9] - 北海道斜里郡清里町字上斜里815-8

※かつて東京にあった第一ホテルや阪急阪神第一ホテルグループ、音更町の第一ホテルや定山渓の第一寶亭留とは関係はない。

## 参考資料
- “職人が握るお寿司を堪能できるバイキングも登場！知床第一ホテル”. 北海道ファンマガジン (2014年10月18日). 2016年10月31日閲覧。